# Francis Blanche
Francis Jean Blanche (Paris, 20 de julho de 1921 - Paris, 6 de julho de 1974) foi um autor, ator e humorista francês. Formou com Pierre Dac um famoso dueto radiofônico  Malheur aux Barbus!. Foi o idealizador de inesquecíveis trotes telefônicos transmitidos ao vivo no seu programa de rádio.